# 異尾下目
異尾下目（Anomura），又名歪尾下目，是十足目甲殼亞門底下的一個生物分類，包括寄居蟹（及椰子蟹）、瓷蟹、铠甲虾和劣柱虾（异铠虾）、石蟹（及擬石蟹）等。
其中大多數生物的名稱有一個“蟹”或“蝦”字，但跟一般被合稱爲螃蟹、蝦、海螯蝦的生物份屬不同的物種。一般的螃蟹屬於短尾下目，而一般的蝦則屬於真蝦下目。

## 描述
「異尾下目」這個名稱源自其已廢棄的舊分類：十足目在1960年代被簡單分為游泳亞目（Natantia）及爬行亞目（Reptantia）兩大類，當中爬行亞目再分為長尾下目、短尾下目及異尾下目三個細類。即使現在十足目的物種重新分類，異尾下目和短尾下目這兩個分類依然保留了下來。「異尾下目」這個名稱說明了這類物種的共同特點，但其實物種間的分別也頗大。

## 分類
- 輝蝦總科（英语：Aegloidea）
- 劣柱蝦總科
- †原蟹總科 [3]
- 鎧甲蝦總科
- 蟬蟹總科（英语：Hippoidea）
- 石蟹總科
- 澳洲寄居蟹总科 [4]
- 寄居蟹總科

## 參看
- 蟹化/短尾化

## 外部連結
- 维基共享资源上的相關多媒體資源：異尾下目
- 維基物種上的相關：異尾下目